# Canción Animada
Canción Animada es un VHS de Soda Stereo, lanzado el 30 de noviembre de 1992 que recopila todos los videoclips de la banda desde principio de los 80 del álbum debut Soda Stereo hasta Canción Animal, además de algunos clips de shows en vivo. Es el tercer y último video hecho por la banda antes de su separación.

## Lista de canciones
1. Te hacen falta vitaminas (Música Total 1983)
2. Dietético  (Videoclip 1984)
3. Tele-Ka (En vivo 1985)
4. Cuando pase el temblor (Videoclip 1986)
5. Final Caja Negra (En vivo 1987)
6. Persiana americana (En vivo 1987)
7. En la ciudad de la furia (Videoclip 1989)
8. Hombre al agua (Prueba de sonido 1990)
9. Canción animal (En vivo 1990)
10. De música ligera (Videoclip 1990)
11. De música ligera (En vivo 1990)
12. Cae el sol (Videoclip 1991)
13. No necesito verte (Para saberlo) (Videoclip 1992) [Sin Censura]
14. No necesito verte (Para saberlo) (Krupa Mix 1992)